# 凱徹姆冰川
75°0′S 63°45′W / 75.000°S 63.750°W
凱徹姆冰川（英語：Ketchum Glacier）是南極洲的冰川，位於帕爾默地，全長90公里，流經拉塔迪山脈和斯凱夫山脈，由美國探險隊發現，現時由南極條約體系管理。